# ريتشارد إيفرت وارنر
ريتشارد إيفرت وارنر (بالإنجليزية: Richard Everett Warner)‏ هو سياسي أمريكي، ولد في 6 أكتوبر 1861 في نيو بدفورد في الولايات المتحدة.